# Amadeu de Savoia-Aosta (V duc d'Aosta)
Amadeu de Savoia-Aosta (Florència, 27 de setembre de 1943 - Arezzo, 1 de juny de 2021) fou el cap de la casa ducal d'Aosta des de l'any 1947 i fins a la seva mort, el 2021. Per importants sectors sectors dels moviments monàrquics italians Amadeu fou el legítim hereu de la Corona italiana.
El príncep Amadeu era fill del duc Aimó de Savoia-Aosta i de la princesa Irene de Grècia. El príncep era net del rei Constantí I de Grècia; besnet del kàiser Frederic III de Prússia i del rei Jordi I de Grècia; rebesnet de la reina Victòria I del Regne Unit, del rei Cristià IX de Dinamarca i del rei Víctor Manuel II d'Itàlia; i descendent del tsar Nicolau I de Rússia.
Als pocs mesos el rei Víctor Manuel III d'Itàlia feu la petició d'armistici als aliats en contra de Benito Mussolini la qual cosa provocà que Mussolini es refugiés a la part nord del país i fundés la República de Salo. La princesa Irene i el seu fill foren deportats per Mussolini a un camp de concentració alemany al qual hi romangueren fins a la fi de la Segona Guerra Mundial.
Des de 1945 i fins a l'any 1947 la princesa Irene i el petit Amadeu visqueren a Suïssa i posteriorment es pogueren instal·lar a la finca d'Il Borro. Mentrestant, a l'Argentina, el duc Aimone d'Aosta moria en estranyes circumstàncies. Amadeu heredà el ducat i junt amb la seva mare hagueren de recuperar la hisenda de la casa ducal que s'havia vist molt afectada per la guerra.
L'any 1964 Amadeu contragué matrimoni a Portugal amb la princesa Clàudia d'Orleans filla dels comtes de París. La parella tingué tres fills:
- SAR Blanca de Savoia-Aosta, nascuda el 1965 a Florència. Està casada amb el comte Giberto Arrivabene Valenti Gonzaga.
- SAR el príncep Aimone d'Aosta, nascut el 1967 a Florència. És promès amb la princesa Olga de Grècia.
- SAR la princesa Mafalda d'Aosta, nascuda el 1970 a Florència. Es casà en primeres noces amb el príncep Alessandro Ruffo di Calabria del qual es divorcià i es casà amb Francesco Lombardo di San Chirico.

El duc Amadeu es divorcià de la seva primera muller i aconseguí la nul·litat eclesiàstica de la Santa Rota el 1987. L'any 1987 es tornà a casar amb la marquesa d'origen sicilià Silvia Paternò dei marchesi di Regiovanni.
Des de l'any 2004 la família reial italiana ha pogut tornar a Itàlia després de quasi seixanta anys d'exili. Ara bé, la submissió a la Constitució republicana que han hagut de jurar el príncep Víctor Manuel de Savoia i el seu fill Emmanuel Filiberto ha fet que molts sectors monàrquics consideressin una millor opció la del duc d'Aosta que la dels Savoia per convertir-se en un hipotètic rei d'Itàlia.
Des de l'any 2004 l'assemblea monàrquica d'Itàlia ha considerat el duc d'Aosta el vertader hereu a la Corona la qual cosa ha estat reafirmada amb l'elecció del seu fill de casar-se dins del cercle de la reialesa.
A part de les activitats oficials com a cap de la casa ducal d'Aosta, Amadeu és enginyer agrícola i s'ha dedicat a l'explotació de les nombroses propietats rurals de la família produint sobretot vi sota la marca Savoia-Aosta.